# 韻図
韻図（いんず）または等韻図（とういんず）とは、中国古代において漢字音を表すために用いられた一種の音節表をいう。韻書のように反切で表音するのではなく、声母（頭子音）の軸と韻母（母音を中心とした音節後半部）の軸をもった表内の位置で漢字の発音を示した。日本語の五十音図のようなものであるが、中国語は音節数が多いため数十枚、数千字にも及ぶ。このような図を用いた音韻学を等韻学（とういんがく）と呼ぶ。

## 成立背景
韻図の成立には仏教が大きく関わっており、梵字（悉曇）すなわちサンスクリットを表記した文字を研究した悉曇学による影響を受けているとされる。梵字はアブギダと呼ばれる音素文字の系列であり、子音（体文）と母音（摩多）の区別があり、そのような文字体系に触発されて1音節の漢字を何とか表そうと工夫してできたものと考えられる。
現存最古の韻書は『韻鏡』であり、その成立時期ははっきりしないが、唐末から宋初の間と考えられる（刊行は南宋時代）。おそらくは先行する文献があり、唐代中期頃に淵源があると思われるが、詳しいことは分からない。

## 形式
『韻鏡』の形式を例に挙げれば、以下の通りである。まず広韻206韻が四声を除外した韻腹と韻尾の違いによる「摂」と呼ばれる大きな部別に分けられ、十六摂が設けられている。それがさらに韻頭・韻腹の違いによって「転」に分けられる。この1転が1枚の図表にまとめられる。このため1枚の図を「転図」と呼び、『韻鏡』では第一転から第四十三転までの43枚の図がある。
なお転の違いを生む要素として韻頭の唇が丸みを帯びているか否かを区別する「呼」があり、開口呼と合口呼の二呼に分けられている（ただし、「開」と「合」の他に「開合」という転があり、これが何かを巡って議論がある）。また韻腹（主母音）には内転と外転の2大区分があり、十六摂のうち7摂が内転・9摂が外転である。1枚の転図の右端には内外転と呼が表題としてつけられており、例えば第一転では「内転第一開」、第二転では「内転第二開合」とされている。
1枚の転図内は横軸には声母（頭子音）がまず七音によって分けられ、さらに細かく清濁によって分けられている。縦軸には韻（主母音+韻尾/声調）がまず平上去入の四声が『広韻』の韻目で示され、さらに四等によって分けられている。その内部に置かれるのは『広韻』の小韻代表字である。存在しない音節の場所には円が書き加えられた。表は右上から縦書き方向に読まれる。

## 主要な韻図

### 宋代
- 作者未詳『韻鏡』43枚
- 鄭樵『通志』「七音略」43枚
- 作者未詳『四声等子』20枚
- 作者未詳『切韻指掌図』20枚

### 元代
- 劉鑑『経史正音切韻指南』

### 明代
- 作者未詳「韻法直図」（梅膺祚『字彙』付録）44枚
- 李世沢「韻法横図」（梅膺祚『字彙』付録）7枚